# Distrito de Kanshiram Nagar
Kanshiram Nagar (en hindi; कांशी राम नगर ज़िला, urdu; کنشی رام نگر ضلع) es un distrito de India en el estado de Uttar Pradesh. Código ISO: IN.UP.KN.
Comprende una superficie de 1 993 km².
El centro administrativo es la ciudad de Kasganj.

## Demografía
Según censo 2011 contaba con una población total de 1 438 156 habitantes.